# 利乌德尔
利乌德尔（法語：Liourdres，法語發音：[ljuʁdʁ]）是法国科雷兹省的一个市镇，属于布里夫拉盖亚尔德区。

## 地理
利乌德尔（44°56'6"N, 1°48'36"E）面积5.91 平方千米，位于法国新阿基坦大区科雷兹省，该省份为法国中南部省份，北起上维埃纳省和克勒兹省，西接多爾多涅省，南至洛特省，东临多姆山省和康塔爾省。
与利乌德尔接壤的市镇（或旧市镇、城区）包括：阿斯塔亚克、比亚克、锡奥尼亚克、日拉克、皮布兰、托里亚克。
利乌德尔的时区为UTC+01:00、UTC+02:00（夏令时）。

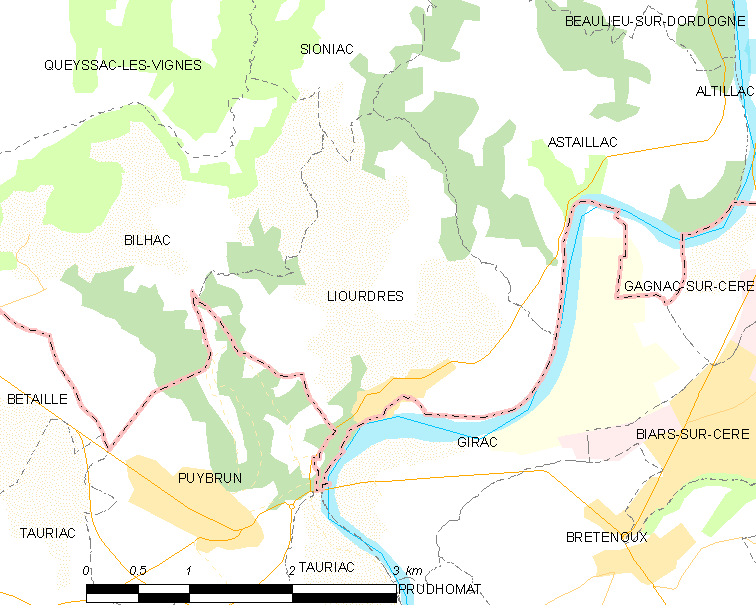
利乌德尔的OSM定位图

## 行政
利乌德尔的邮政编码为19120，INSEE市镇编码为19116。

## 政治
利乌德尔所属的省级选区为科雷兹南部县。

## 人口

1962-2008年间利乌德尔人口变化图示

利乌德尔于2022年1月1日时的人口数量为266人。